# Acreichthys
Acreichthys – rodzaj morskich ryb rozdymkokształtnych z rodziny jednorożkowatych. 

## Klasyfikacja
Gatunki zaliczane do tego rodzaju:
- Acreichthys hajam
- Acreichthys radiatus
- Acreichthys tomentosus